# الین‌وود
الین‌وود (به انگلیسی: Allenwood) یک منطقهٔ مسکونی در ایرلند است که در شهرستان کیلدر واقع شده‌است.